# Przestrzeń bez ścian
Przestrzeń bez ścian – polski miniserial dokumentalny z 1994 roku. Program ten przedstawiał historię Teatru Polskiego Radia.
Zrealizowane zostały 3 odcinki:
- odcinek 1 - Teatr Polskiego Radia przed wojną.
- odcinek 2 - Teatr Polskiego Radia w latach powojennych.
- odcinek 3 - Teatr Polskiego Radia współcześnie.

Za scenariusz miniserialu odpowiadał Adam Budzyński, natomiast za produkcję Mariusz Malinowski.